# Grotte de Ledena
 (décembre 2017).
Si vous disposez d'ouvrages ou d'articles de référence ou si vous connaissez des sites web de qualité traitant du thème abordé ici, merci de compléter l'article en donnant les références utiles à sa vérifiabilité et en les liant à la section « Notes et références ».
La grotte de Ledena, ou Ledena Pecina littéralement la grotte glacée (ledena = glace), est une grotte du Massif de Durmitor, située dans le périmètre du parc national du même nom, municipalité de Žabljak, nord du Monténégro.

## Description
La grotte de Ledena s'ouvre à 2 160 m d'altitude sous un sommet remarquable par sa forme et nommé Obla glava (2 303 m). Elle présente une pente assez raide faite de neige ou de glace sur une distance d'environ 40 m. Des marches taillées dans le névé d'entrée, qui la colmate en partie, permettent de gagner une vaste salle (40 x 20 m) où se dressent de grandes stalagmites de glace.

La longueur de la grotte peut être estimée à 100 m et sa température est proche de 0 °C. 

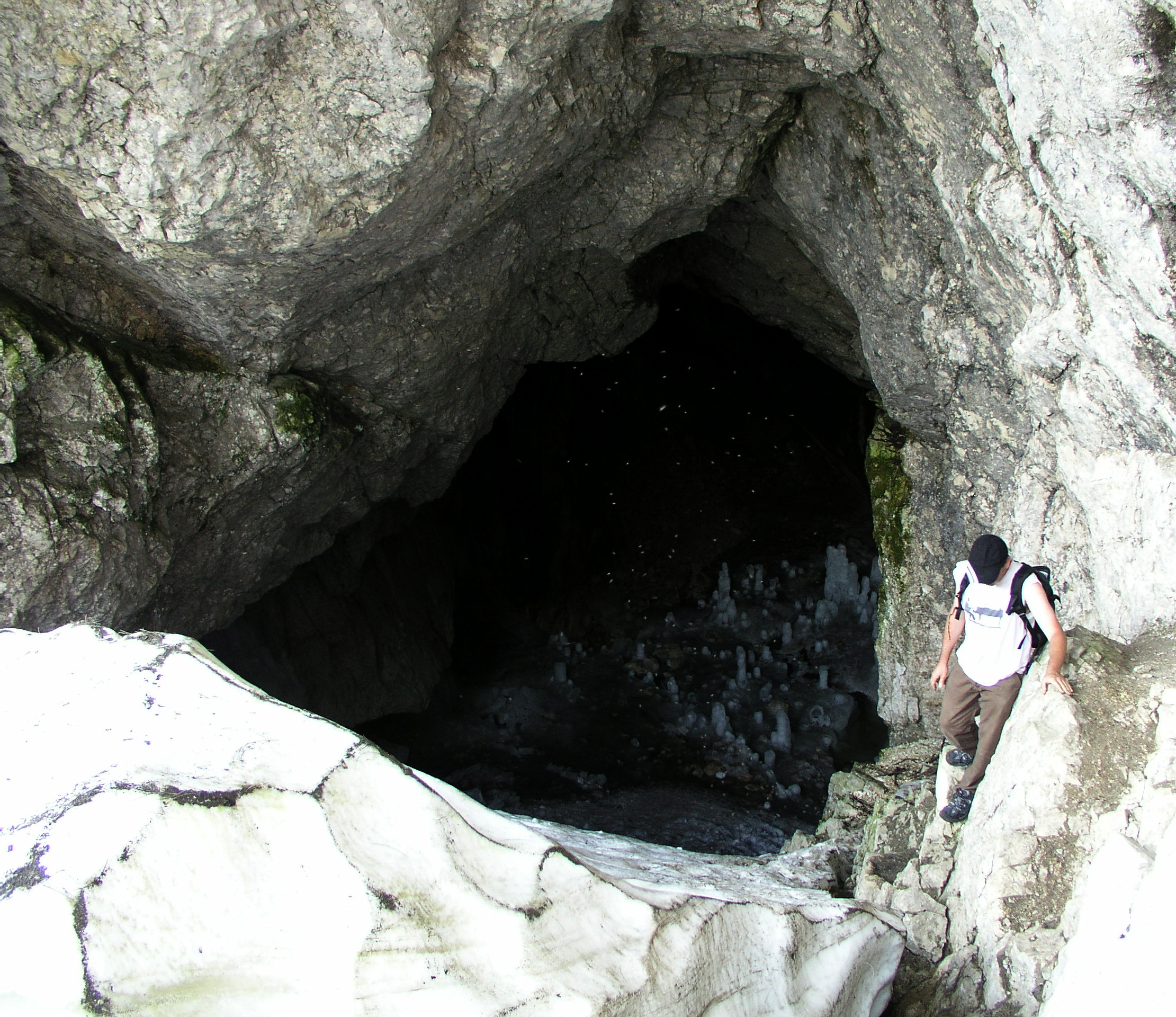
Entrée de la grotte de Ledena.
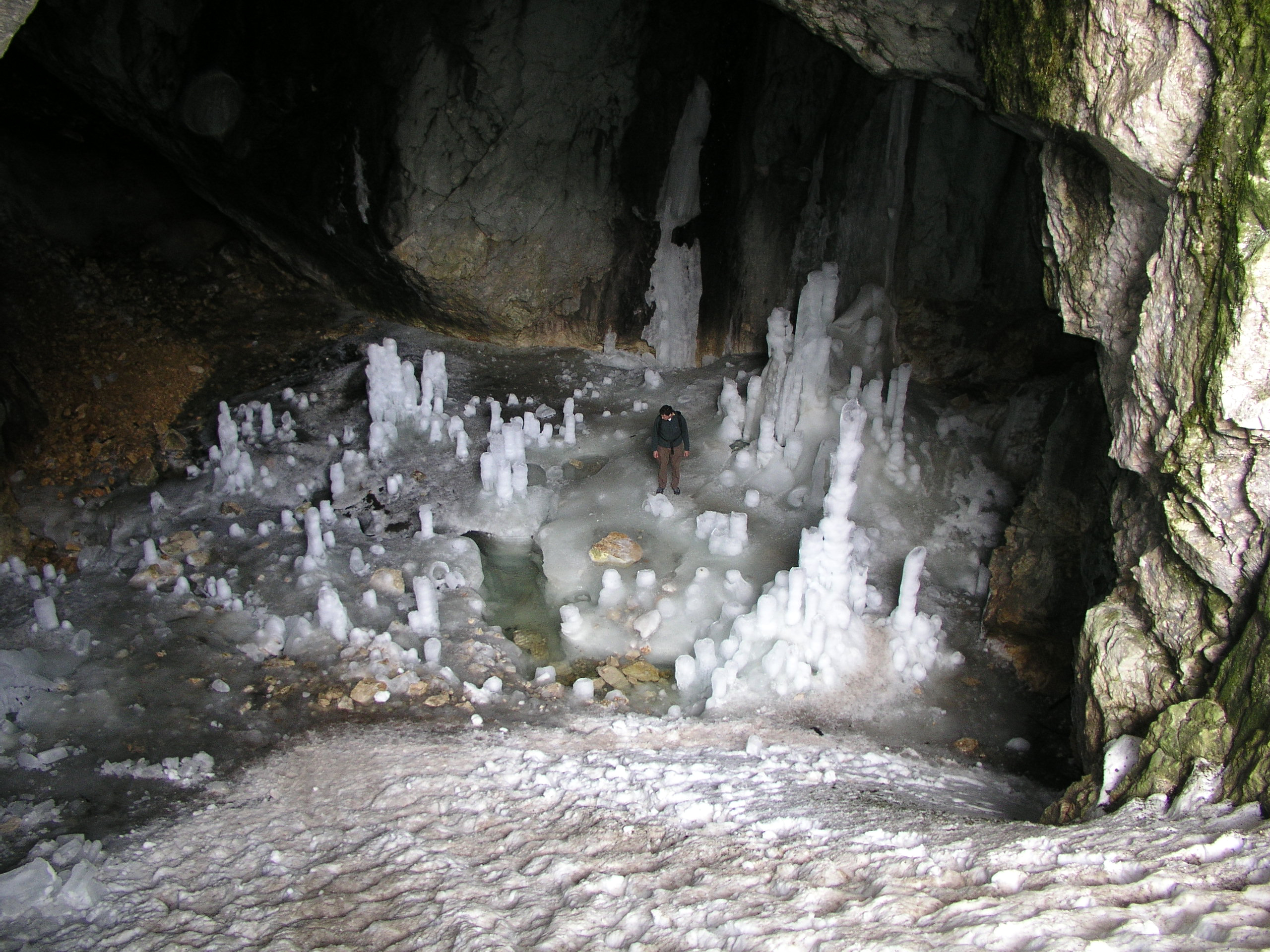
Salle intérieure hérissée de stalagmites de glace.
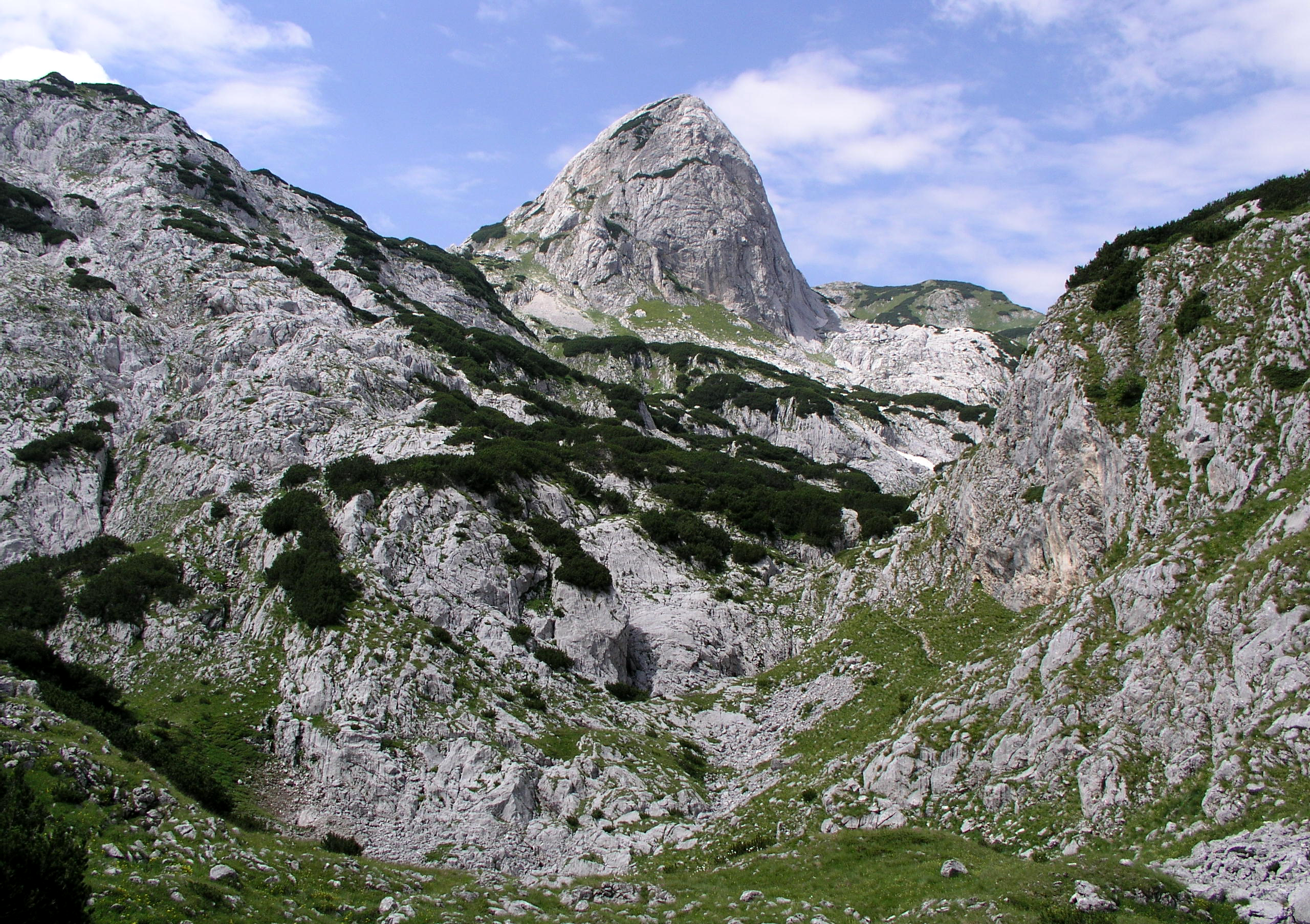
La grotte de Ledena s'ouvre sur le flanc d'Obla glava (2 303 m).